# Igreja e Convento de São Gonçalo

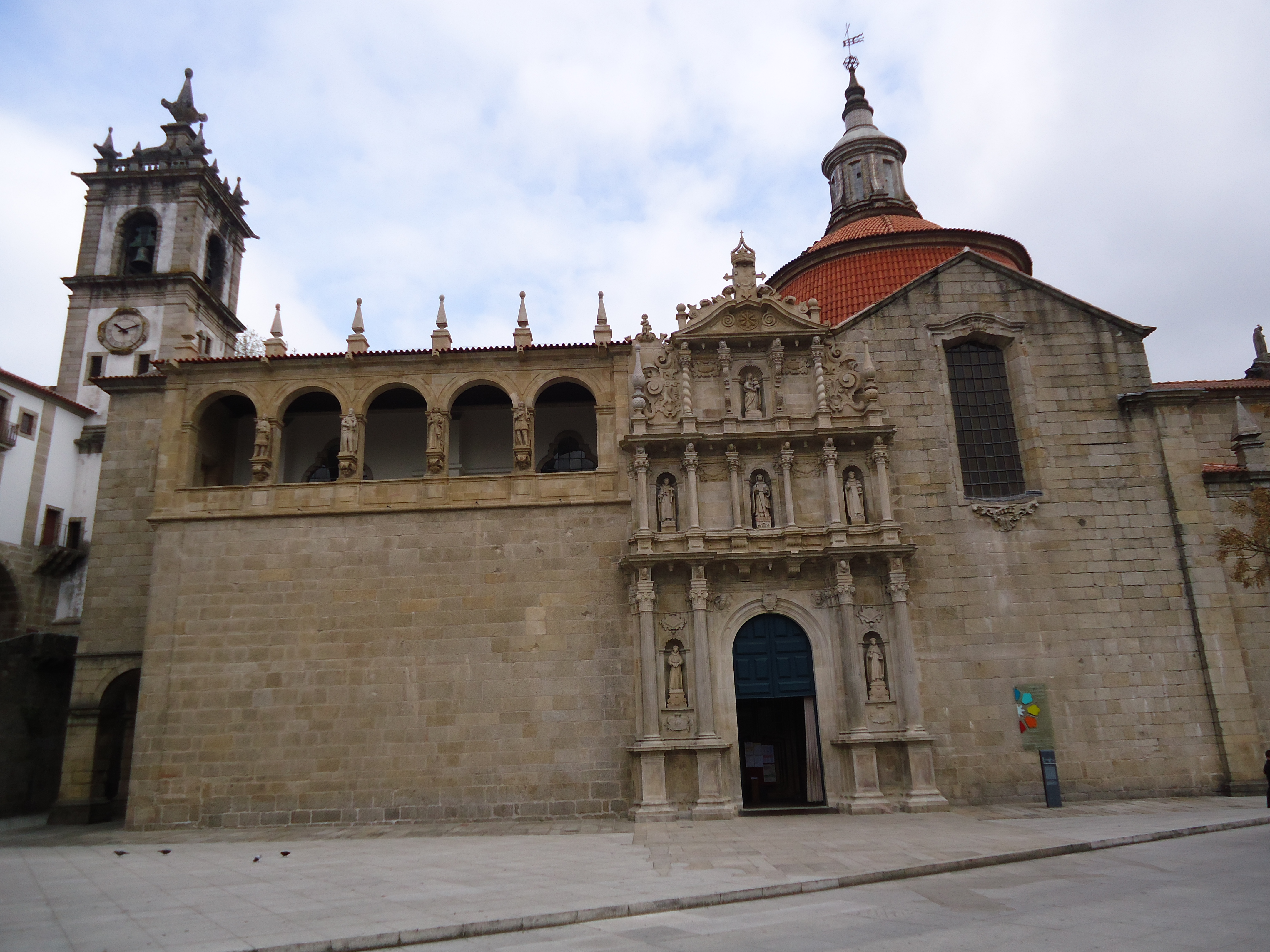
Igreja e convento de S. Gonçalo: portada e Varanda dos Reis.

A Igreja do extinto Convento dominicano de São Gonçalo de Amarante, actual Igreja Matriz de Amarante, localiza-se na União das Freguesias de Amarante (São Gonçalo), Madalena, Cepelos e Gatão, na cidade de Amarante, distrito do Porto, em Portugal.
A Igreja e o Claustro do Convento de São Gonçalo estão classificados como Monumento Nacional desde 1910.

## História
De acordo com a tradição (local) remonta a uma primitiva ermida erguida pelo beato Gonçalo de Amarante no início do século XIII. 
Em 1540 João III de Portugal (1521-1557) e sua esposa, D. Catarina de Áustria, deliberaram a construção de um novo templo e convento dominicano no local, sob a invocação de Gonçalo de Amarante. As obras iniciaram-se em 1543, tendo se prolongado até ao século XVIII, com intervenções no século XX.
A edificação da igreja e do convento estavam concluídas no reinado de Filipe II de Espanha, antes de 1600. A construção do pórtico e da Varanda dos Reis iniciou-se a 12 de outubro de 1683.
Na década de 1980 foi instalado no convento o Museu Municipal Amadeo de Souza-Cardoso, com projeto de adaptação do arquiteto Alcino Soutinho.

## Características
Exemplar de arquitectura religiosa, nos estilos renascentista, maneirista, barroco e oitocentista.

### Representações na fachada principal
- Na Varanda dos Reis estão representados João III de Portugal, Sebastião de Portugal, Henrique I de Portugal e Filipe II de Espanha.
- No Pórtico estão representados Nossa Senhora do Rosário, São Pedro Mártir, Gonçalo de Amarante, São Tomás e sobre a porta, os bustos de São Francisco e de São Domingos.

### No interior
No interior do mosteiro destacam-se o órgão de tubos, o túmulo do beato Gonçalo de Amarante do lado direito do altar, a sacristia com teto de caixotões pintados e uma imagem do beato Gonçalo de Amarante — a que é tradição puxar por três vezes a corda da cintura pedindo três desejos —, e o claustro principal do convento com fonte centrada de autoria de Mateus Lopes, erguido de 1586 a 1606.

#### Órgão de tubos
Foi executado em 1766, pelo organeiro galego Francisco António Solha.
Obra majestosa e imponente, sobressai-lhe o volume, a talha dourada e a profusa decoração da caixa. Apresenta 43 registos e é caraterizado pela planta trapezoidal, de três castelos, sendo o central mais elevado, com anjos musicais a decorar os laterais.
Foi alvo de uma profunda intervenção, entre 2008 e 2010, ao custo de 330 mil euros. Para além das reparações ao nível mecânico, o aspeto exterior do instrumento foi melhorado substancialmente, nomeadamente com a recuperação da talha dourada.
Com a sua restauração, o órgão ficou novamente funcional e é o instrumento musical utilizado nas cerimónias litúrgicas semanais bem como peça central de várias atuações de música sacra.

## Galeria

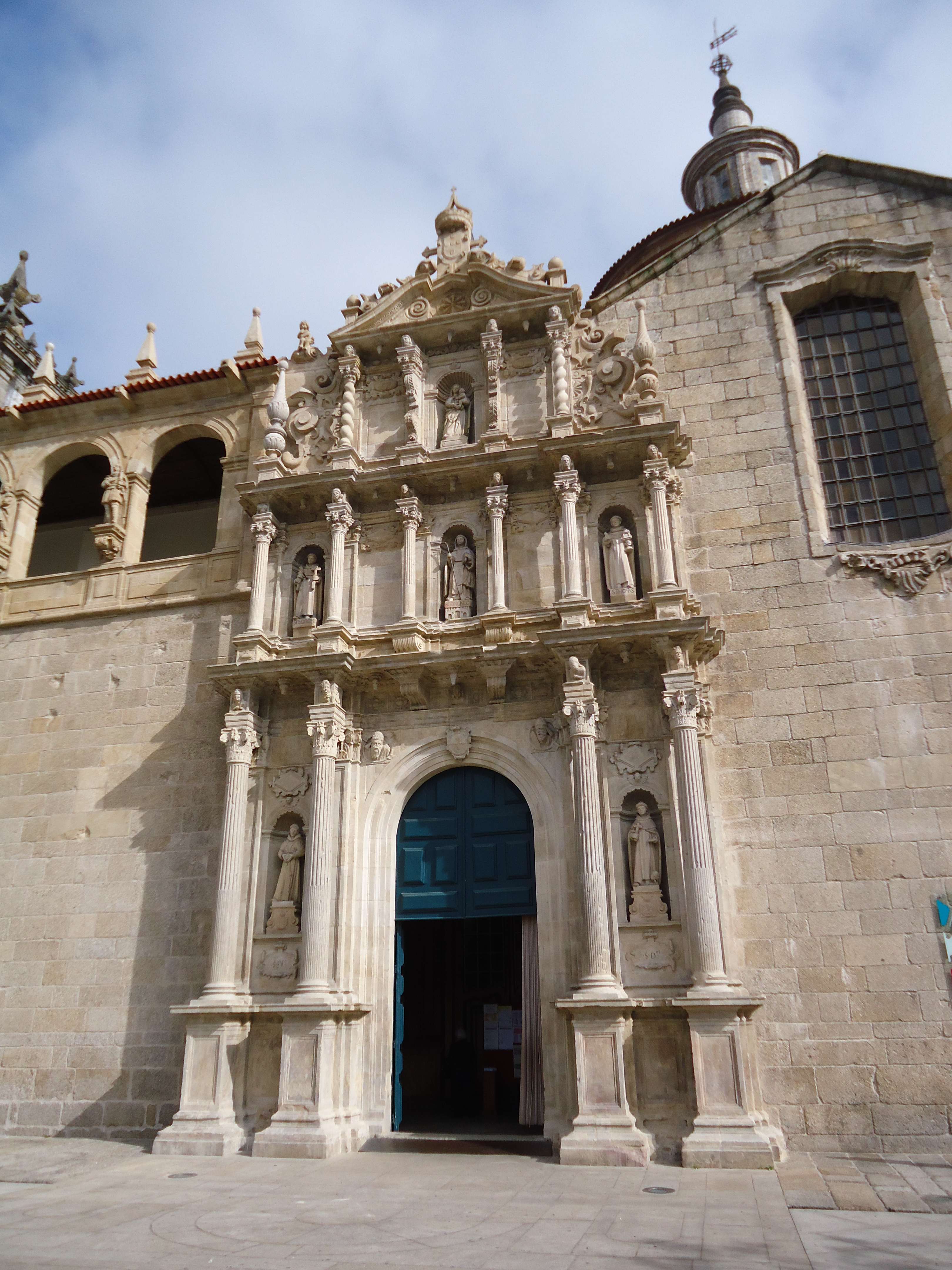
Portada
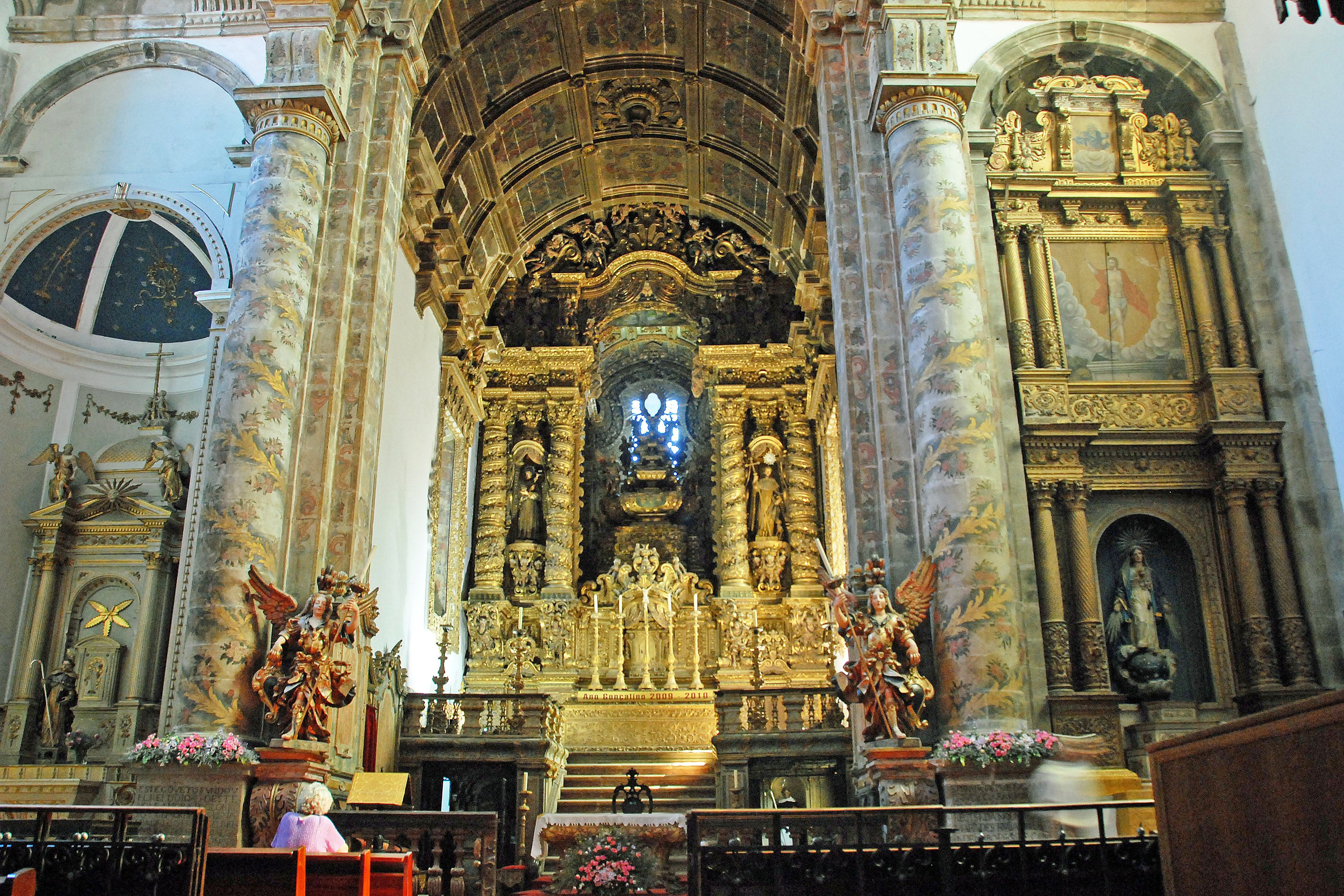
Altar-mor
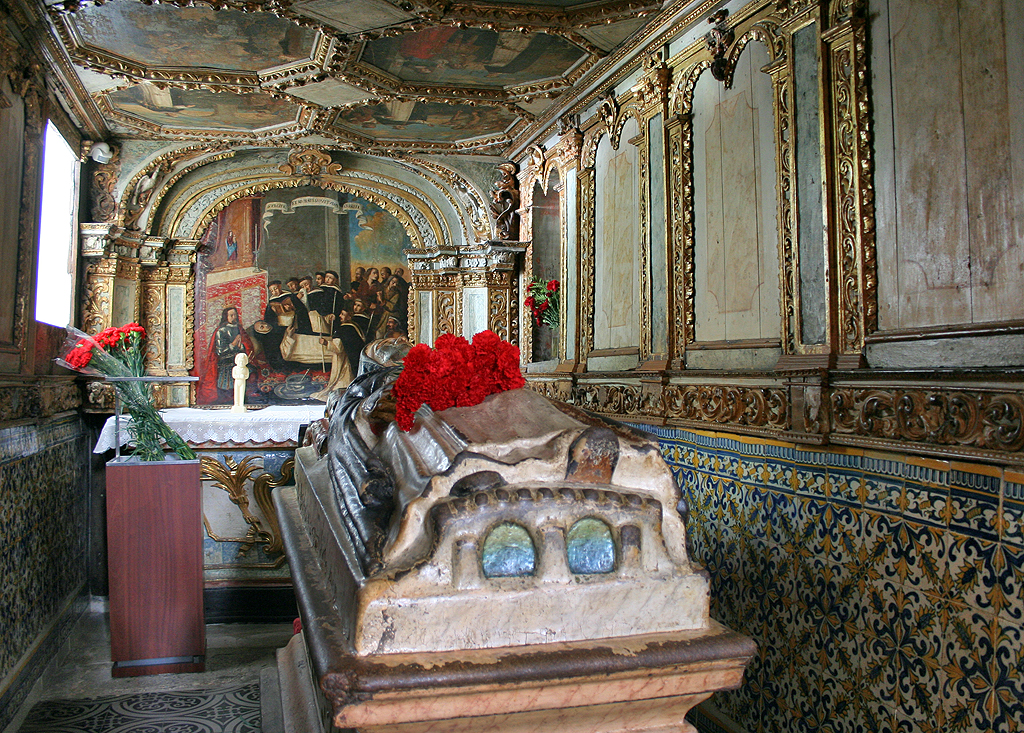
Túmulo do beato Gonçalo de Amarante
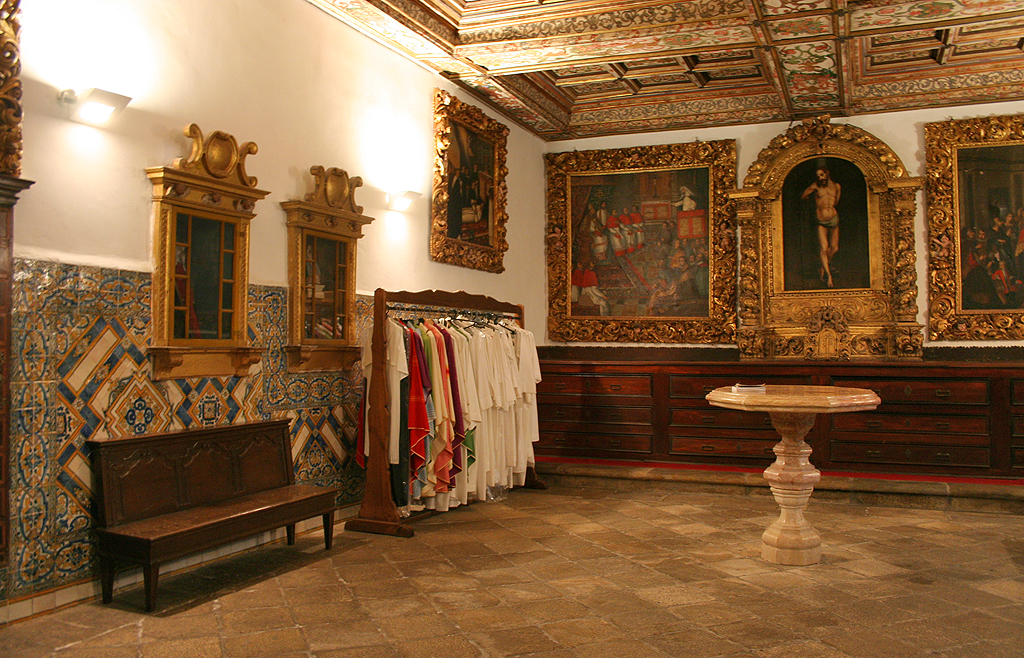
Sacristia
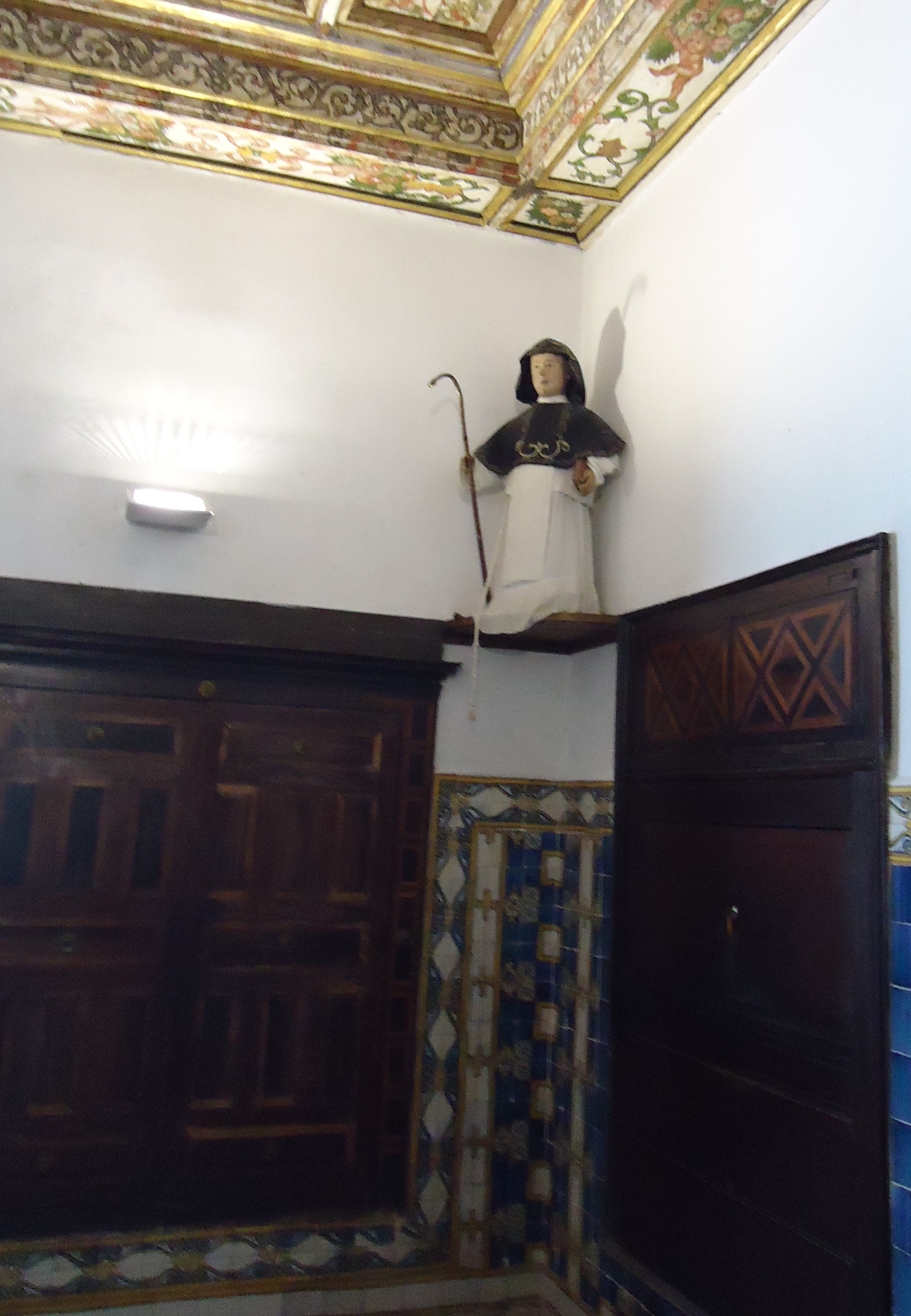
Imagem do beato Gonçalo de Amarante na sacristia
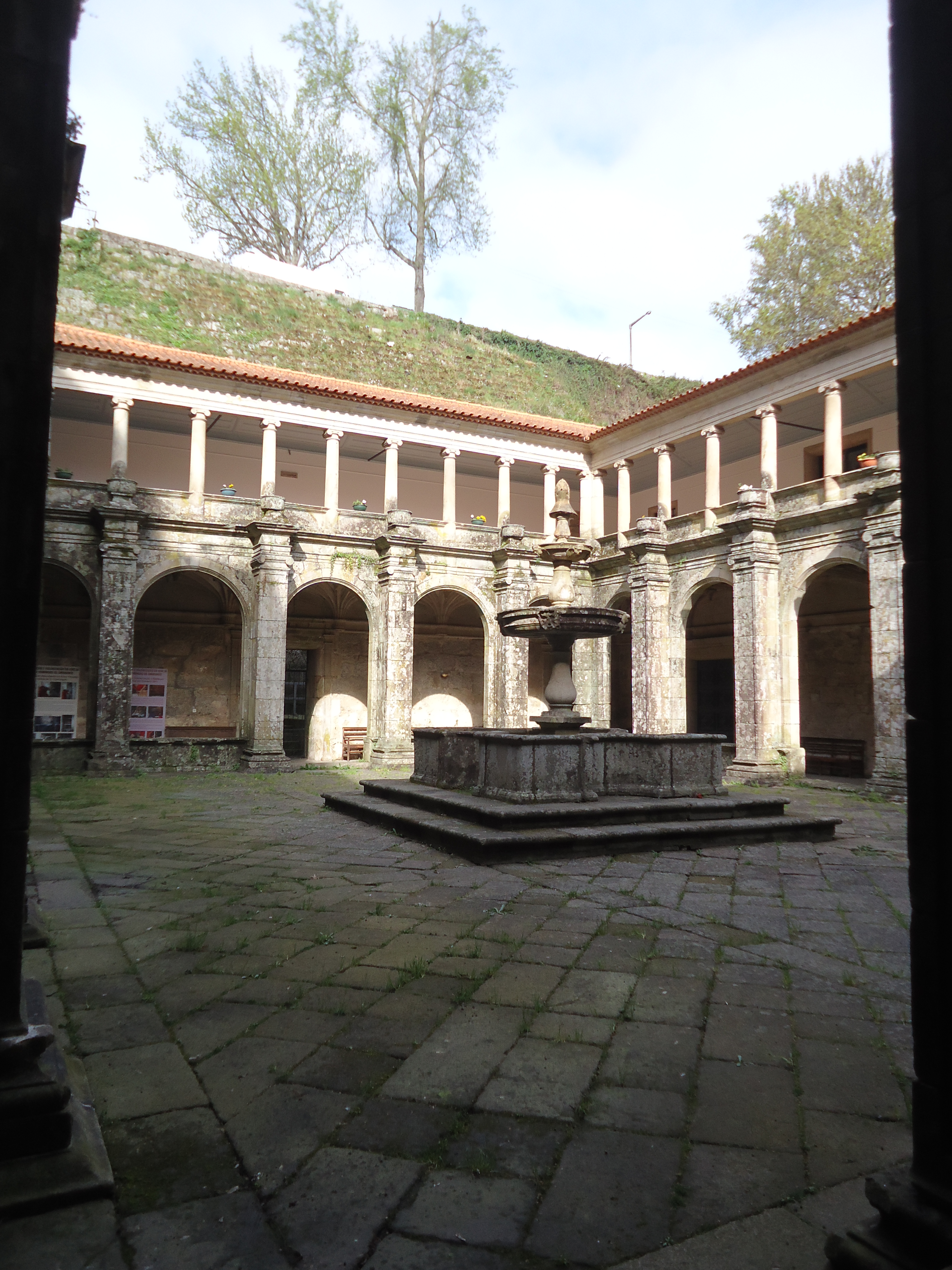
Claustro principal com fonte